# Barbie z Jeziora Łabędziego
Barbie z Jeziora Łabędziego – amerykański film animowany z 2003 roku w reżyserii Owena Hurleya. Jest to trzecia z kolei amerykańska bajka o Barbie z nią w roli głównej. Na podstawie baletu Jezioro Łabędzie Piotra Czajkowskiego.

## Fabuła
Film opowiada o młodej dziewczynie imieniem Odetta. Jej ojciec jest piekarzem, a siostra jeździ konno. Pewnego dnia Odetta spotyka w wiosce jednorożca, którego atakują mieszkańcy. Gdy zwierzęciu udaje się uciec dziewczyna biegnie za nim i trafia do zaklętego lasu. Tam, by uwolnić jednorożca, który zaczepił sznurem o gałąź, wyjmuje z drzewa kryształ. Nie jest jednak świadoma tego, że kryształ ten (według przepowiedni) może wyjąć osoba, która pokona kuzyna królowej lasu, Rothbarta. Odetta postanawia wrócić do domu, pozostawiając zaczarowany las. Podczas powrotu spotyka złego czarnoksiężnika Rothbarta, który zamienia ją w łabędzia. Królowej lasu, która straciła niemal całą swoją moc udaje się jednak odwrócić odrobinę czar i Odetta miała powracać do ludzkiej postaci każdej nocy. Dziewczynie posiadającej kryształ nic nie grozi dopóki go ma, ale Rothbart szuka sposobu, żeby ją zabić. Sprowadza do lasu człowieka, księcia Daniela, z nadzieją, że ten zabije dziewczynę. Nie wiedział, że Danielowi będzie żal ptaka. Tak odkrył kim naprawdę jest piękna łabędzica. Książę zakochuje się w niej i postanawia pomóc w uwolnieniu zaczarowanego lasu od złego Rothbarta, przysięgając dziewczynie miłość. Zaprasza ją na bal, lecz przebiegły czarnoksiężnik uknuł spisek. Za sprawą czarów zamienił swoją córkę Odylię, tak by w oczach Daniela wyglądała jak Odetta. Daniel wyznaje jej miłość i w ten sposób magiczny kryształ traci moc. Rothbart zabiera kryształ, który potem go niszczy, a wszystkie jego zaklęcia zostają złamane.

## Wersja polska
- Beata Wyrąbkiewicz – Barbie/Odetta
- Jacek Kopczyński – Książę Daniel
- Agnieszka Kunikowska – Jednorożec
- Krystyna Kozanecka – Carlita